# Sandown
Sandown – miasto i ośrodek wypoczynkowy w Anglii na wyspie Wight, na jej wschodnim wybrzeżu, nad zatoką Sandown Bay. Sandown graniczy od południa z Shanklin. Miejsce jedynego na wyspie ogrodu zoologicznego. 

## Historia
Początkowo Sandown miał znaczenie tylko wojskowe - ze względu na piaszczyste płaskie nadbrzeże umożliwiające atak nieprzyjaciół. Od XVIII w. miejscowość zaczęła zyskiwać znaczenie w turystyce. Pod koniec XVIII wieku konserwatywny polityk John Wilkes zbudował tu pierwszy budynek o przeznaczeniu pozamilitarnym, zwany Villakin, inicjując modę na ośrodek. Popularność miejscowości zwiększyła linia kolejowa, działająca do dzisiaj.

## Miasta partnerskie
- St. Pete Beach
- Tonnay-Charente

## Osoby związane z miastem
- Karol Darwin rozpoczął tu pisanie swojego dzieła Pochodzenie gatunków[3]
- Wypoczywali tu m.in. kompozytor Richard Strauss, Lewis Carroll, autor Alicja w Krainie Czarów.
- W mieście karierę rozpoczął zespół Level 42